# Jorge Bucay
Jorge Bucay (Buenos Aires, 30 ottobre 1949) è uno psicologo, drammaturgo e scrittore argentino.
I suoi libri sono stati tradotti in più di diciassette lingue e hanno venduto più di 2 milioni di copie in tutto il mondo.
Nasce a Floresta, un quartiere di Buenos Aires, da una famiglia di origini modeste. Inizia a lavorare all'età di tredici anni e da allora cambia spesso impiego. Lavora come agente di viaggi, venditore di calzini, libri e articoli sportivi, agente assicurativo, tassista, clown, attore, psichiatra, collaboratore radiofonico e presentatore televisivo.
Laureatosi in medicina all'Università di Buenos Aires nel 1973, inizia il suo percorso professionale nell'équipe del servizio di psicopatologia presso l'Ospedale Pirovano di Buenos Aires dove si specializza nel campo delle malattie mentali, orientandosi più tardi alla psicoterapia della Gestalt.
Attualmente vive a Buenos Aires con la moglie e i due figli ed è impegnato come terapeuta di adulti; è membro dell'Associazione Americana di Terapia Gestaltica, docente a Granada e in Messico; collabora, inoltre, con svariate altre università del mondo tenendo regolarmente delle conferenze.
I suoi lavori sono diventati bestseller in Messico, Uruguay, Cile, Costa Rica, Venezuela, Porto Rico e Spagna.
Nel 2005 fu accusato di aver copiato la quinta parte del suo libro, Shimriti, de la ignorancia a la sabiduría (la sua ultima pubblicazione), da un testo di Mónica Cavallé. Ha però dichiarato, nella citazione delle fonti alla fine del suo lavoro, di essersi trattato di «un errore assolutamente involontario».

## Opere
- Cartas para Claudia (1986, 2nd ed. 2007)
- Recuentos para Demián (1994)
- Raccontami: storie per imparare a conoscersi (Cuentos para pensar)[2] (1997)
- De la autoestima al egoísmo (1999)
- Amarse con los ojos abiertos (con Silvia Salinas) (2000)
- Lascia che ti racconti: storie per imparare a vivere (Déjame que te cuente)[2] (2002)
- Todo (no) terminó (con Silvia Salinas) (2004)
- El Juego de los cuentos (2004)
- Cuenta conmigo (2005)
- El Mito de le Diosa Fortuna (2006)
- 20 pasos hacia adelante (l'arte di andare avanti) (2007)
- El candidato (Vincitore del Premio de Novela Ciudad de Torrevieja in 2006).

Cinque sono i libri che costituiscono la serie, Hojas de ruta (Indicazioni della via):
- El camino de la auto-dependencia (Il cammino dell'autodipendenza)
- El camino del encuentro (Il cammino dell'incontro)
- El camino de las lágrimas (Il cammino delle lacrime)
- El camino de la felicidad (Il cammino della felicità)
- ''El camino de la espiritualidad: llegar a la cima y seguir subiendo" (Il cammino della spiritualità: arrivare alla cima e continuare a salire)